# Село-Кам'янка
Село-Кам'янка — пасажирський зупинний пункт Козятинської дирекції Південно-Західної залізниці на електрифікованій лінії Шепетівка — Здолбунів між станціями Шепетівка (6 км) та Цвітоха (5 км). Розташований в селі Кам'янка Шепетівського району Хмельницької області.

## Історія
Зупинний пункт відкритий у 1958 році. У 1964 році електрифікований змінним струмом (~25 кВ) в складі дільниці Козятин — Злобунів.
У 2007 році зупинний пункт переведений до категорії роздільних пунктів.

## Пасажирське сполучення
На зупинному пункті зупиняються приміські електропоїзди сполученням Шепетівка — Здолбунів — Рівне